# بريت هالسي
بريت هالسي (بالإنجليزية: Brett Halsey)‏ مواليد 20 يونيو 1933 في سانتا آنا، الولايات المتحدة، هو ممثل أمريكي بدأ مسيرته الفنية سنة 1953. كما أنه من الفائزين بجائزة غولدن غلوب. من أعماله العراب: الجزء الثالث.

## روابط خارجية
- بريت هالسي على موقع IMDb (الإنجليزية)
- بريت هالسي على موقع ألو سيني (الفرنسية)
- بريت هالسي على موقع أول موفي (الإنجليزية)
- بريت هالسي على موقع قاعدة بيانات الأفلام السويدية (السويدية)
- بريت هالسي على موقع إن إن دي بي (الإنجليزية)
- بريت هالسي على موقع قاعدة بيانات الفيلم (الإنجليزية)
- بريت هالسي على موقع كينوبويسك (الروسية)